# Prismenastrolab
Das Prismenastrolabium oder Prismenastrolab ist ein von dem französischen Astronomen André Danjon (1890–1967) konstruiertes Winkelmessinstrument zur Bestimmung von Sterndurchgängen durch einen bestimmten Horizontalkreis.  Es dient der Bestimmung der Zeit, der geographischen Breite und der Länge durch Beobachtung von Sterndurchgängen durch eine Höhe von (üblicherweise) 60°.  Die Höhe wird durch ein gleichschenkliges optisches Prisma festgelegt, das den entsprechenden Prismenwinkel besitzt. Die Messunsicherheit von kleiner als 0,5 Winkelsekunden wird wesentlich über die Unsicherheit in der Kenntnis des Prismenwinkels bestimmt.

## Aufbau
Das Prismenastrolabium besteht aus einem waagerecht liegenden Fernrohr, vor dessen Objektiv sich ein gleichseitiges optisches Prisma befindet, und einem unter dem Prisma aufgestellten „Quecksilberhorizont“, Bild 1.

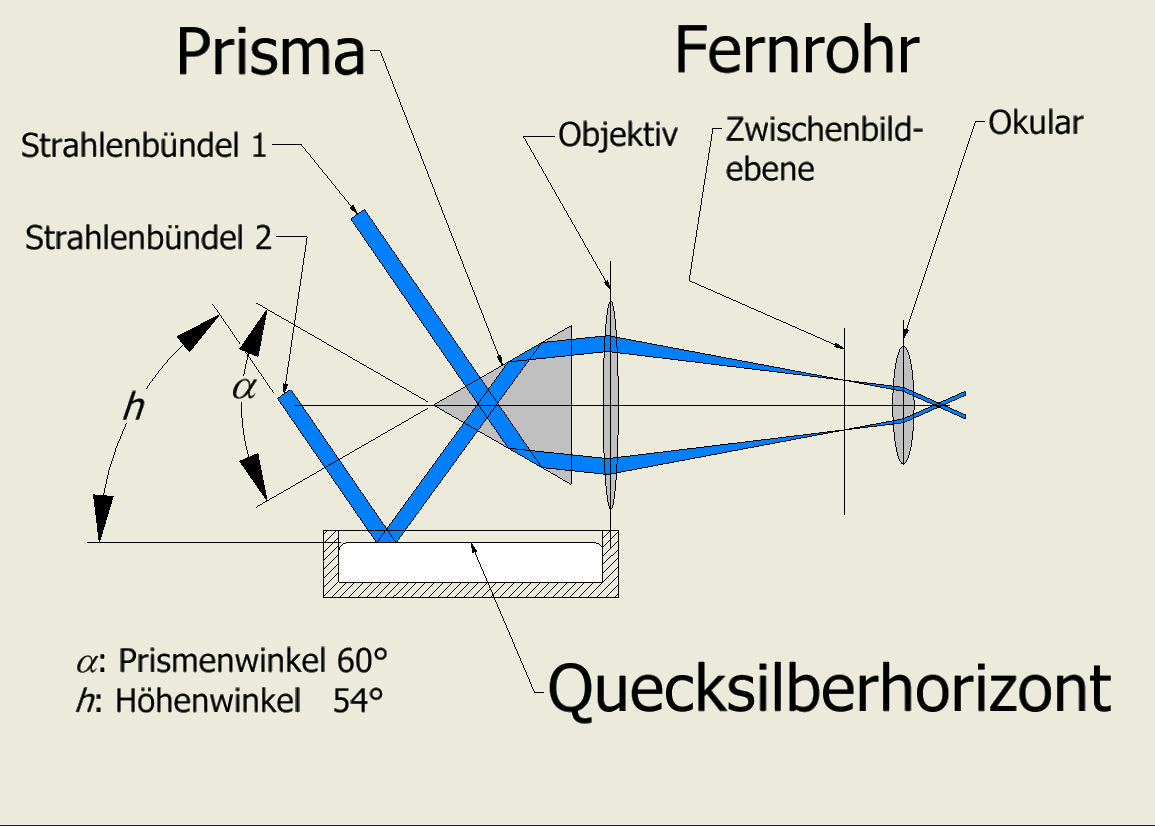
Bild 1: Strahlengang im Prismenastrolabium bei Sternhöhe unterhalb des vorgegebenen Horizontalkreises

Die beiden wesentlichen Komponenten, die dieses Astrolabium auszeichnen, sind das Prisma und der „Quecksilberhorizont“. Das Prisma gibt den Horizontalkreis vor, in dem der Sterndurchgang erfasst werden soll. Der „Quecksilberhorizont“ ist eine spiegelnde Fläche, die sich senkrecht zur Schwerkraftrichtung einstellt und so die Horizontalebene des Standortes darstellt. Ursprünglich wurde dafür ein Behälter mit Quecksilber verwendet; heute werden andere Lösungen zur automatischen Horizontrierung verwendet. Das Fernrohr dient der Vergrößerung des Sehwinkels.

Zwei Strahlenbündel aus Teilbereichen des Lichts eines Sterns sind eingezeichnet, die auf unterschiedlichen Wegen das Prismenastrolabium durchlaufen. Hier befindet sich der Stern in der Höhe h = 54° und damit unterhalb des durch das Prisma vorgegebenen Horizontalkreises mit h0 = 60°. Das Bild des Sterns aus dem Strahlenbündel 1 liegt in diesem Fall unterhalb des Bildes aus Strahlenbündel 2.

## Funktionsweise
Licht, das von einem Stern zum Beobachtungs-Standort gelangt, lässt sich aufgrund der großen Entfernung des Sterns über ein Bündel paralleler Strahlen ausreichend genau beschreiben. Für deren Abbildung über optische Komponenten eignet sich die „Geometrischen Optik“.
Grundlage der Präzisionsmessung ist das Aufteilen eines solchen Lichtbündels in zwei Teilbündel, die das Prismenastrolabium auf verschiedenen Wegen durchlaufen, Siehe Bild 1. Das vom Stern aus einem Teilbereich kommende Strahlenbündel 1 fällt direkt auf den oberen Schenkel eines optischen Umlenkprismas, tritt in das Prisma ein und durchläuft es bis zum zweiten Schenkel. Von diesem wird es durch Totalreflexion zur Prismenbasis geleitet. Dort tritt es aus und gelangt in das Fernrohr. Das Fernrohr-Objektiv bildet dieses aus dem Unendlichen kommende parallele Strahlenbündel in der Zwischenbildebene des Fernrohrs als Punkt ab. Das Strahlenbündel 1 wird also genau einmal spiegelnd umgelenkt.
Das aus dem anderen Teilbereich kommende Strahlenbündel 2 trifft zunächst auf eine horizontal ausgerichtete Spiegelfläche, den „Quecksilberhorizont“. Dieser ist unter dem Prisma derart positioniert, dass das Strahlenbündel 2 von seiner Oberfläche zum unteren Schenkel des Umlenkprismas reflektiert wird, in dieses eintritt und zum oberen Schenkel gelangt. Von dort wird es über Totalreflexion zur Prismenbasis gelenkt, tritt aus und gelangt in das Fernrohr. In dessen Zwischenbildebene wird es als Punkt abgebildet. Das Strahlenbündel 2 wird also in dem in sich starren Spiegelsystem, bestehend aus Quecksilberhorizont und Prisma, zweimal spiegelnd umgelenkt.
Aus beiden Teilbereichen des Sternenlichts entstehen somit in der Zwischenbildebene des Fernrohrs zwei Bilder des Sterns in einem gewissen Abstand, Bild 1. Höhenwinkel von Sternen ändern sich im Tagesverlauf mit der Zeit. Daher ändern sich auch die Richtungen der gespiegelten Strahlenbündel mit der Zeit. Die einfache Umlenkung des Strahlenbündel 1 bewirkt, dass sich die Richtung des gespiegelten Strahlenbündels umgekehrt zur Richtung des einfallenden ändert. Die zweifache Umlenkung des Strahlenbündels 2 hat zur Folge, dass sich die Austrittsrichtung im gleichen Sinn wie die Eintrittsrichtung ändert. Damit bewegen sich die beiden Bildpunkte des Sterns in der Zwischenbildeben entgegengesetzt, so dass sie in einer Position des Sterns zusammenfallen können. Das ist bei Koinzidenz der Fall, das heißt dann, wenn sich der Stern in dem durch das Prisma vorgegebenen Horizontalkreis mit dem Höhenwinkel h0 befindet, Bild 2. Dieser ist mit dem Prismenwinkel α festgelegt: h0 = 90°- α/2.

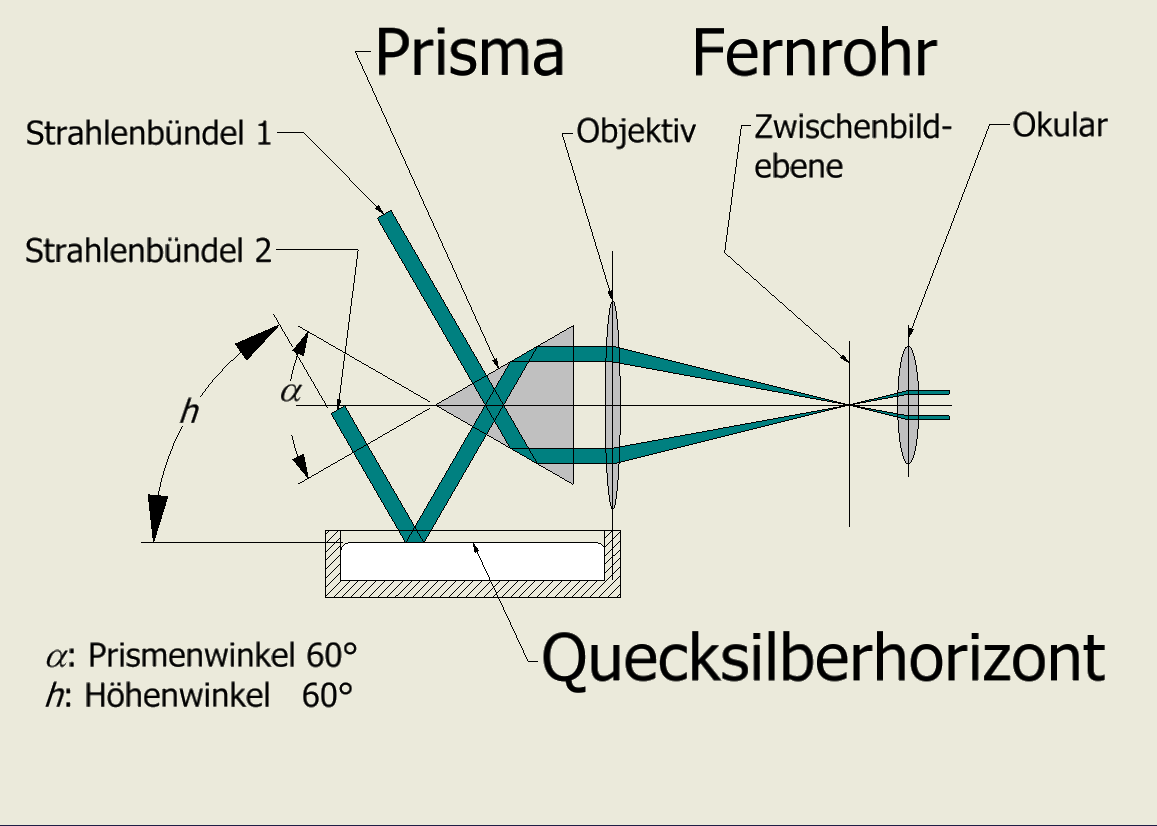
Bild 2: Strahlengang im Prismenastrolabium bei Sternhöhe im vorgegebenen Horizontalkreis (also bei Koinzidenz)

Der Zeitpunkt, in dem der Abstand verschwindet, wird festgehalten. Zur besseren Beobachtung der Koinzidenz werden die Sternbilder über das Okular vergrößert betrachtet.
Bei Koinzidenz treten die beiden Strahlenbündel aus den Teilbereichen des Sternenlichts nach dem Austritt aus dem Prisma parallel in das Fernrohr ein und werden daher in der Brennebene des Objektivs in einem einzigen Punkt abgebildet.

Bild 1 zeigt den Fall, in dem sich der Stern unterhalb des Koinzidenz-Höhenwinkels befindet, Bild 2 den Koinzidenzfall. Ein Strahlengang im Prismenastrolabium oberhalb des Koinzidenz-Höhenwinkels ist in Bild 3 konstruiert.

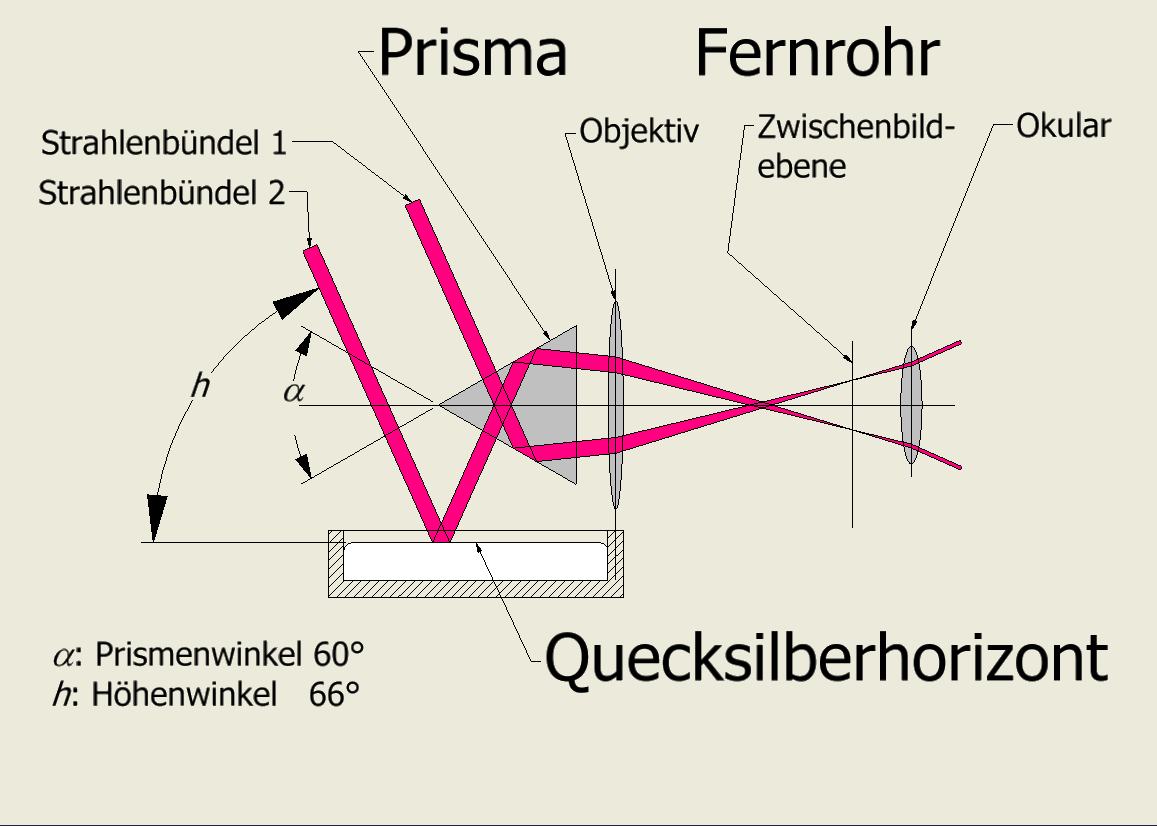
Bild 3: Strahlengang im Prismenastrolabium für die Position h = 66° eines Sterns oberhalb der Horizontalkreishöhe h_{0} = 60°

Die Strahlengänge der Bildfolge Bild 1, Bild 2, Bild 3 entsprechen der Bewegung eines Sterns von kleinen Höhenwinkeln zu größeren.
Prinzipiell ist das Prismenastrolabium auch ohne Fernrohr einsetzbar. Die Beobachtung mit dem bloßen Auge reicht, wie aus dem Verlauf der Strahlenbündel nach Austritt aus dem Prisma ersichtlich ist. Die Lichtstrahlen in den austretenden Strahlenbündeln verlaufen parallel, werden deshalb auf der Netzhaut eines auf unendlich angepassten Auges als Punkte abgebildet. Im Koinzidenzfall entsteht ein einziger Punkt; denn in diesem Fall verlaufen die aus dem Prisma austretenden Strahlenbündel beider Teilbereiche auch parallel. Anstelle des Auges kann eine Kamera die aus dem Prisma austre¬tenden parallelen Lichtstrahlen erfassen. Diese werden dann in der Bildebene des Kamera-Objektivs abgebildet.

## Besonderheiten
Eine Besonderheit, die das Prismenastrolabium auszeichnet, ist aus dem Aufbau gegeben: Die Spiegelfläche des „Quecksilberhorizonts“ liegt in der Horizontalebene fest; der Prismenwinkel ist fest und definiert den Höhenwinkel des Horizontalkreises für den beobachteten Sterndurchgang. Damit wird das Aufstellen des Prismenastrolabiums verhältnismäßig einfach. Es ist unempfindlich gegenüber Abweichungen in seiner Ausrichtung zur Horizontalebene. Dies wird gezeigt, indem die Neigung des Prismenastrolabiums in zwei ausgewählten Richtungen betrachtet wird: eine Neigungsrichtung liegt in der Einfallsebene des Sternenlichts in den Quecksilberhorizont, das ist die Ebene, die durch die Strahlen vom Stern und der Lotrechten auf die Horizontebene aufgespannt wird, die zweite ist senkrecht dazu.
Eine Neigung in der Einfallsebene hat keinen Einfluss auf das Erfassen der Koinzidenz. Dies verdeutlicht eine Konstruktion der Strahlengänge. Auch bei großen Ausrichtungsungenauigkeiten treten beide Teilstrahlenbündel parallel aus dem Prisma aus, Bild 4.

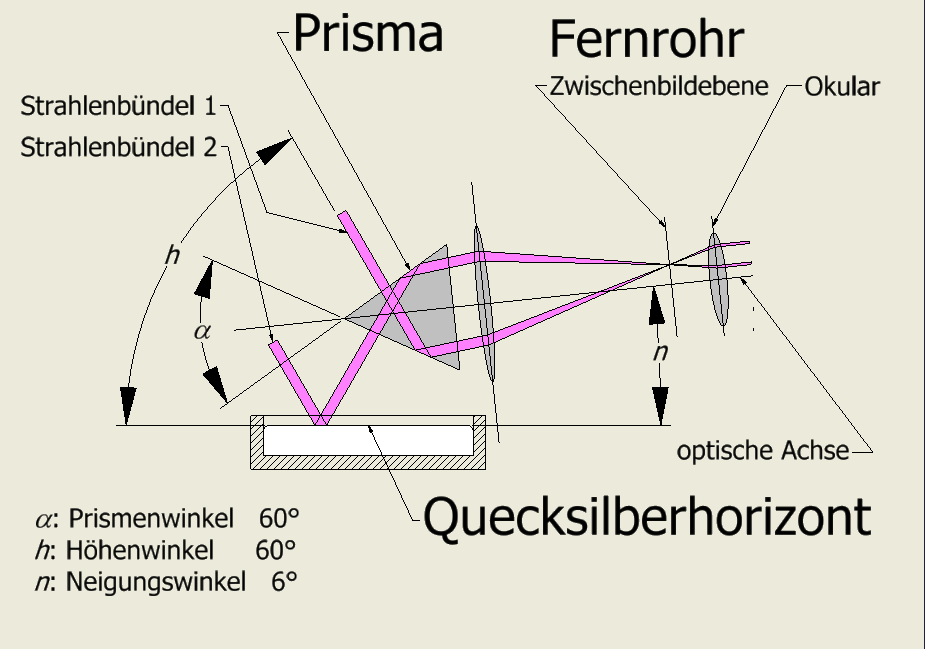
Bild 4: Prismenastrolabium, Strahlengang im Koinzidenzfall bei Neigung des Geräts in der Einfallsebene

 Der Einfachheit halber ist die Quecksilberschale unverändert gezeichnet. Die spiegelnde Oberfläche des Quecksilberhorizonts bleibt horizontal; denn die ruhende Flüssigkeit richtet sich an der Schwerewirkung aus.
Die zeichnerische Konstruktion erfolgte anhand der Abbildungsgesetze. Auf eine formale Beschrei-bung der geometrischen Verhältnisse wird hier verzichtet.

Eine Neigung des Prismenastrolabiums senkrecht zur Einfallsebene dagegen beeinflusst das Erfassen der Koinzidenz auf zwei weisen: einmal dadurch, dass die beiden Bilder des Sterns in der Zwischenbildebenen des Fernrohrs horizontal versetzt erscheinen und zum Zweiten durch eine Verkleinerung des wirksamen Prismenwinkels.
Dies wird verständlich dadurch, dass die Lichtstrahlen als Vektoren betrachtet werden. Diese Vektoren werden in zwei voneinander unabhängigen Komponenten zerlegt. Eine Komponente liegt in der Einfallsebene, die zweite senkrecht dazu.
Ein Schwenken des Prismas nach rechts (im Rechtsschraubensinn der Lichtausbreitung) bewirkt, dass das Strahlenbündel 1 von der unteren Schenkelfläche des Prismas aus der Einfallsebenen nach rechts abgelenkt wird und das Strahlenbündel 2 von der oberen nach links, beide um den gleichen Betrag σ. In der Zwischenbildebene des Fernrohrs liegen die Bilder der Sterne dann nicht übereinander, sondern seitlich versetzt. Dieser Versatz kann genutzt werden, um das Prismenastrolabium während der Beobachtung nach zu justieren. Das Justieren erfolgt durch Ausrichten des Prismenastrolabiums derart, dass beide Bilder übereinander gebracht werden. Bei Koinzidenz liegen sie dann aufeinander.
Wird nicht nachjustiert, dann verändert die Neigung des Prismenastrolabiums senkrecht zur Einfallsebene den wirksame Prismenwinkel α. Er ist bei kleinen Abweichungen von der horizontalen Ausrichtung gering, wie aus einer Berechnung hervorgeht: Eine grobe Neigung von 5° führt bei dem üblichen Prismenwinkel α = 60° zur relativen Abweichung des Prismenwinkels von 0,3 %. Bei Neigung von 1° liegt sie in der Größenordnung 10−4 und damit in der Größenordnung der Fertigungsgenauigkeit des Prismenwinkels.

## Bauarten
Im Laufe der letzten Jahrzehnte wurden dreierlei Typen von Instrumenten entwickelt, von denen zwei leicht genug sind, um sich für den nächtlichen Feldeinsatz zur Geoid- und Ortsbestimmung zu eignen (rasche Messung der astronomischen Breite und Länge auf TP-Punkten). Die dritte Bauart ist für stationären Einsatz auf Sternwarten oder auf massiven Messpfeilern gedacht (genaueste Messung von Sternörtern bzw. der Ortssternzeit, Überwachung der Erdrotation).
1. Theodolit mit Prisma und Quecksilberhorizont: Die Zielachse des Theodolits ist waagrecht, das Prisma lenkt den Messstrahl um 60° nach oben und unten ab. Im oberen Strahl wird der Sterndurchgang direkt gemessen, während der untere Strahl in einer davor montierten Quecksilberschale gespiegelt wird und sein Bild dem direkten Stern entgegenläuft. Wenn die Bilder koinzidieren, wird der genaue Zeitpunkt an einem Chronometer registriert. Dieser Bautyp wurde in den 1950er-Jahren von Wild Heerbrugg für den Triangulationstheodoliten Wild T3 entwickelt, Messgenauigkeit etwa ±1″.
2. Automatisches Nivelliergerät mit vorgesetztem 60°-Prisma. Die Zielachse wird durch einen genauen Neigungssensor auf 0,3″ genau horizontal gehalten, das Prisma weist in eine Zenitdistanz von 30°. Die Sterndurchgänge werden direkt im Fadennetz beobachtet und mit einer Digitalstoppuhr registriert. Das erste Gerät dieser Art ist das um 1960 von Zeiss entwickelte Ni2-Astrolab. Es wiegt nur wenige kg, ist auf einem normalen Vermessungsstativ einsetzbar und liefert Ort bzw. Lotrichtung auf ±0,2″ bis ±0,5″.
3. Nur bedingt transportabel ist das Danjon-Astrolab. Es wurde in den 1960ern für Fundamentalastronomie und für Zeitdienste zur Überwachung der Erdrotation entwickelt. Das schwere Instrument benötigt einen stabilen Pfeiler und arbeitet nach dem 1. Prinzip, vereinigt aber alle Bauteile in einem abgeschirmten Gehäuse. Die zwei Bilder jedes Sterns werden mit einem Registriermikrometer in Koinzidenz gehalten und ihre Zeiten automatisch (auf wenige Millisekunden genau) aufgezeichnet. Genauigkeit der Lotrichtung etwa 0,05″.